# Еврейское литературное общество
Еврейское литературное общество (ЕЛО) — еврейский творческий союз, который, согласно Уставу организации, был создан с целью изучения и развития научной и изящной еврейской литературы. Головной офис располагался в доме № 25 на будущей 8-й Советской улице в кв. № 12.

## История
Еврейское литературное общество было основано в столице Российской империи городе Санкт-Петербурге в октябре 1908 года. Разрешение на организацию данного творческого союза было дано властями в июне 1908 года на имя члена Государственной Думы Российской империи Л. Н. Нисселовича, С. М. Гинзбурга и С. Л. Каменецкого. Председателем и фактическим руководителем ЕЛО являлся Семён Маркович Дубнов.
В первое время деятельность Еврейского литературного общества ограничивалась только городом Санкт-Петербургом, где была посвящена преимущественно организации литературных встреч и собеседований на «древне-еврейском, русском и разговорно-еврейском языках». Целый ряд прочитанных докладов был посвящён, помимо чисто литературных вопросов, вопросам еврейской культуры, истории и общественной жизни.
Кроме этого, Еврейское литературное общество устраивало литературные вечера, выдавало пособия нуждающимся еврейским писателям. Всего от начала основания ЕЛО до января 1910 года в нём насчитывалось около 850 членов. По заданию Комитета Еврейского литературного общества в 1910 году Цинберг С. Я. подготовил курс лекций по еврейской литературе XIX—XX века, который планировалось читать слушателям в лектории ЕЛО.
Ввиду частых просьб из провинции Еврейское литературное общество с начала 1909 года приступило к открытию филиалов ЕЛО (первый — в Гродне) в самых различных пунктах как «черты», так и вне её, особенно в мелких. Главная деятельность местных ячеек выразилась также в чтении докладов, во многих местах на разговорном еврейском языке (особенно Ковенской, Виленской, Прибалтийской губернии, Польше и в др.).
Отделения Еврейского литературного общества действовали самостоятельно; петербургский комитет ЕЛО устроил для доставления рефератов в провинцию бюро, которое рассылало своих лекторов. Всего до января 1910 года было открыто 34 отделения, в частности, в следующих городах: Варшава, Бердичев, Екатеринослав, Баку, Томск, Киев, Минск, Одесса, Бауск, Граев, Елец, Скидель, Шавли. С января до середины мая 1910 года филиалы ЕЛО были открыты ещё в 21-м населённом пункте (Витебск, Житомир, Жванец, Ставрополь, Тельшяй).
Активными сотрудниками ЕЛО являлись Н. Цейтлин, Ю. Гессен, А. Идельсон, А. Раппопорт, М. Крейнин, В. Мандель, М.Ривесман. В 1911 году общество было упразднено согласно циркуляру председателя совмина России Петра Столыпина, который запрещал национальные культурно-просветительские общества, которые, по его мнению, способствовали росту «узкого национально-политического самосознания». Значительная часть его активистов, чтобы и дальше «содействовать изучению и развитию научной и изящной еврейской литературы на древне-еврейском и разговорно-еврейском» стали продолжать работу в Еврейском литературно-научном обществе (главный офис находился на улице Садовой в доме № 81, кв. № 13, а 1915 до закрытия в 1918 году — на Гороховой, 41).
В 1916 году был создан ещё один союз, который назывался Еврейское литературно-художественное общество и носил имя Леона (Ицхока Лейбуша) Переца. ЕЛХО располагалось в доме № 48 по Рижскому проспекту, однако и его век, как и у предшественников, был недолог.